# Paso de la Cadena
Paso de la Cadena, auch Mevir Paso de la Cadena ist eine Ortschaft in Uruguay.

## Geographie
Paso de la Cadena befindet sich auf dem Gebiet des Departamento Canelones in dessen Sektor 15. Der Ort liegt westnordwestlich von San Antonio, östlich von Paso de Pache und nordöstlich der Departamento-Hauptstadt Canelones. Südlich von Paso de la Cadena verläuft der Arroyo Canelón Grande.

## Infrastruktur
Der Ort liegt an der Kreuzung der Ruta 81 mit der Ruta 64.

## Einwohner
Die Einwohnerzahl von Paso de la Cadena beträgt 142. (Stand: 2011)
| Jahr | Einwohner |
| ---- | --------- |
| 1996 | -         |
| 2004 | 158       |
| 2011 | 142       |

Quelle: Instituto Nacional de Estadística de Uruguay